# Brusznica (Litwa)
Brusznica (lit. Bruknynė) − wieś na Litwie, w rejonie solecznickim, 4 km na północ od Solecznik, zamieszkana przez 14 ludzi. 
W dwudziestoleciu międzywojennym w Polsce, w powiecie wileńsko-trockim województwa wileńskiego.